# Stigmaria
Stigmaria é um morfogênero de raízes da extinta ordem Lepidodendrales, este morfogênero foi muito bem preservado pois quando os espécimes desta ordem morriam, esse morfogênero poderia ficar saturado com minerais e ser preservado, por isso a maioria de espécimes foram encontrados isolados, porém alguns foram encontrados ligados ao tronco.

## Ecologia e distribuição geográfica
O morfogênero stigmaria ramificava-se dicotomicamente (divididas em duas partes) para fora da planta várias vezes. O enraizamento horizontal, em vez de vertical, foi provavelmente uma adaptação aos substratos úmidos e pantanosos nos quais as árvores da ordem lepidodendrales prosperavam. Estudos de raízes Stigmaria preservadas em bolas de carvão mostram que elas também continham tecidos especiais com câmaras de ar (chamados tecidos aerenquimatosos), o que lhes permitia funcionar debaixo d'água em substratos úmidos e em condições de baixo oxigênio, características comuns em ambientes pantanosos. 
A stigmaria varia dês do período Devoniano Superior ao Pensilvânico em. Em Kentucky, é amplamente divulgado na Pensilvânia em ambos os campos de carvão de Kentucky. Os fósseis localizados na Pensilvânia têm aproximadamente 280 a 320 milhões de anos. Algumas stigmarias também foram relatadas em tempos do final do Mississípico (aproximadamente 325 a 330 milhões de anos atrás), mas são menos comuns nos estratos da época Mississípico do que na epóca Pensilvânica. A stigmaria não foi relatada em rochas Devonianas em Kentucky. As stigmarias do período Devoniano apresenta os sistemas radiculares da ordem Protolepidodendron e Archeosigillaria , os predecessores da ordem lepidodendrales como Lepidodendron e Sigillaria.

## Morfologia
Os fósseis de stigmaria são geralmente alongados e tubulares. Eles variam de quase circulares a planos em seção transversal. Sua superfície externa é lisa a crenulada ou semelhante a uma corda, e comumente ornamentada com muitas depressões circulares ou ovais de um centímetro de diâmetro, dispostas em padrões em espiral, as bordas, e às vezes o centro das depressões, poderiam estar ligeiramente elevadas, essas depressões são onde as radículas se fixam às raízes principais. Na seção transversal, alguns fósseis preservaram um núcleo axial, que é a medula da raiz original. Alguns exemplares são arredondados ou convexos de um lado e deprimidos ou côncavos do outro, com um sulco ou depressão orientado ao longo do eixo da raiz fóssil.

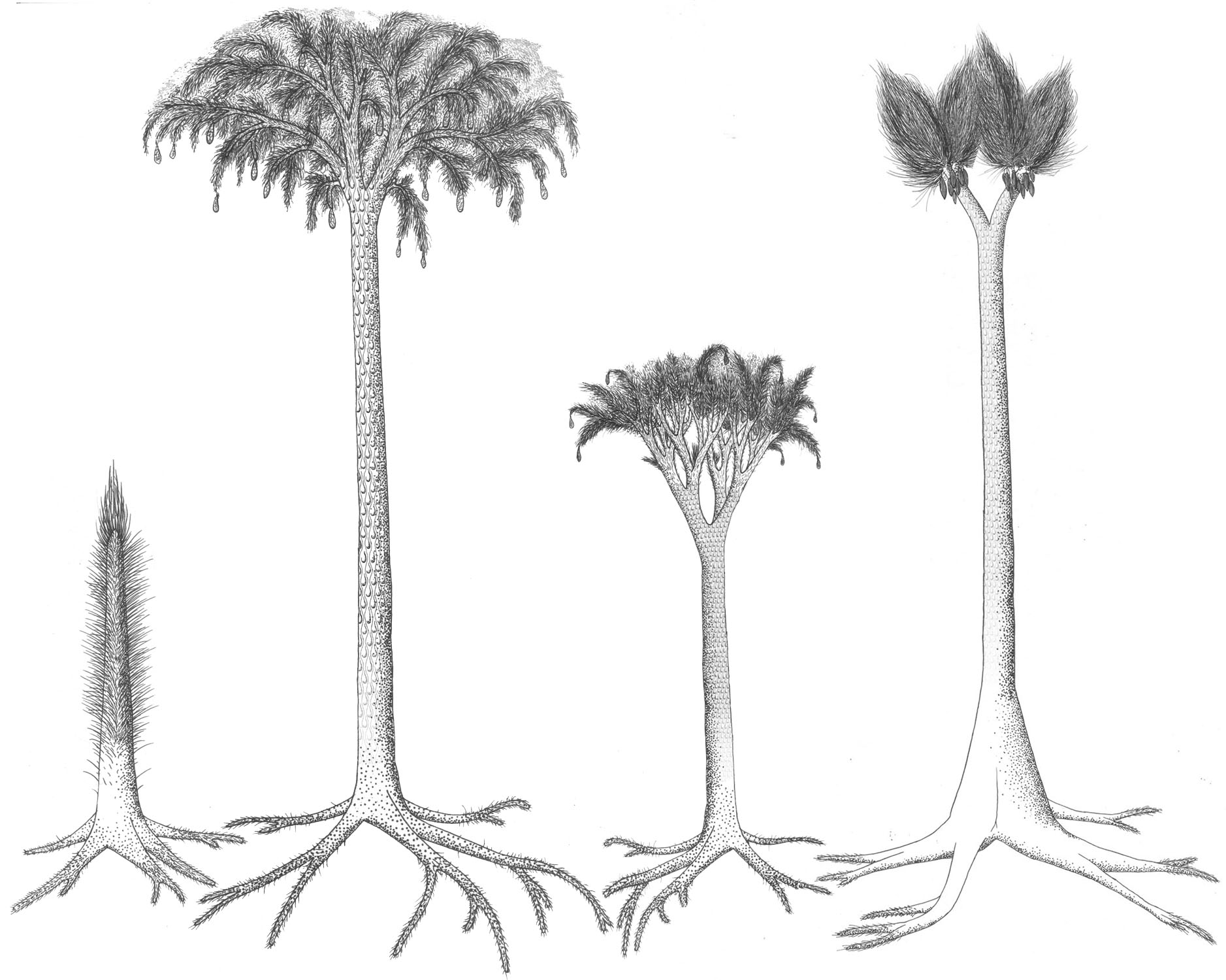
Diferentes espécies de Stigmaria

Os fósseis de stigmaria variam em comprimento, podendo chegar de 10 centímetros até mais de 6 metros.  A maioria dos fósseis tem menos de 60 centímetros de comprimento, 6 a 8 centímetros de largura, mas são conhecidos espécies mais largas, especialmente em espécimes encontrados próximos ou presos a tocos de espécies da ordem lepidodendrales. Os espécimes preservados em arenito e siltito geralmente são mais circulares e arredondados em seção transversal do que os espécimes preservados em xisto, que tendem a ser mais compactados e planos. A aparência do morfogênero  varia dependendo de como e onde ela foi formada, do tipo de sedimento em que se formou e de quando o sedimento foi injetado nas raízes deterioradas, em relação à quantidade de raiz que se deteriorou e quanto a cavidade da raiz desabou ou foi destruída.